# Császta
Császta 1947 óta Szászvárhoz tartozó egykori kisközség Baranya vármegyében.
A török uralom alóli felszabadulás után eleinte bizonytalanok voltak a vármegyék határai, így a Mecsektől északra elterülő vidéket Tolna vármegye saját területének tekintette és meg is adóztatta, 1709-ben például Császta is a völgy többi falujával együtt gyümölcsöt, zabot, bort szolgáltatott be Tolna vármegye részére. Császta 1720-ban került Magyaregreggyel, Kárásszal, Vékénnyel együtt Baranya vármegyéhez. 1891-ben 616 lelket számlált; a pécsi püspökségnek szénbányája (bányaterülete 36,1 ha.) volt a településen.

## Ismert emberek, akik a településhez kötődnek
- Itt született 1923. január 12-én Kakas János bányász, bányamérnök, a pilisszentiváni bányaüzemek főmérnöke és utolsó igazgatója